# Richard Kozakiewicz
Richard Kozakiewicz (? - mei 2020) was een Belgisch karateka.

## Levensloop
Kozakiewicz was afkomstig uit Luik. Hij behaalde in 1968 brons op de Europese kampioenschappen te Parijs.
Hij was de neef van polsstokhoogspringer Władysław Kozakiewicz.